# 坂本涼子
坂本 涼子（さかもと りょうこ、1970年4月24日 - ）は、兵庫県出身の日本の元女子レスリング選手である。1992年女子世界選手権57kg級金メダリスト。中京女子大学卒業。

## 来歴
吹田市民教室でレスリングを始め、1987年の第1回全日本女子選手権および第1回全日本女子オープントーナメントで優勝。1990年まで両大会で連覇を続け、1990年全日本女子選手権では全日本女子プロレスの新人だった長嶋美智子からフォールを奪っている。1990年に中京女子大学に入学し、レスリング部に所属した。世界選手権にも出場し、1989年に銀メダル、1990年に銅メダルを獲得。
1991年も全日本女子選手権で優勝するが、膝を負傷し手術を受ける。1992年に復帰を果たし、65kg級の世界チャンピオンで後にプロレスラーとなる飯島晶子（現姓・成国）からフォールを奪い優勝した。世界選手権では念願の優勝を遂げる。
1993年、京樽に入社。全日本女子選手権では決勝にて京樽の同僚で後に総合格闘技に転向する福原邦子を降し連覇を達成した。その後、1988年ソウルオリンピック代表で京樽のコーチだった栄和人と結婚し、娘希和を出産するも、後に離婚した。
1995年に53kg級で復帰。1996年にはアジア選手権に優勝、世界選手権では銅メダルを獲得した。その後、京樽を退職し、1996年より2002年まで母校・中京女子大学→至学館大学の健康科学部の講師として指導者に転じる。しかし、かつて世界選手権で2敗を喫したグドルン・ホイエの現役復帰に刺激され、1999年のジャパンクイーンズカップで復帰するが、準決勝で三田寺由香に敗れ、二度目の引退となる。
2008年に東京で開かれた世界選手権で、歴代世界チャンピオンのひとりとして特別表彰を受けたが、表彰式は欠席した。